# Punta Soffia (Bryde-Insel)
Punta Soffia (spanisch) ist eine Landspitze, die den südöstlichen Ausläufer der Bryde-Insel vor der Danco-Küste des Grahamlands auf der Antarktischen Halbinsel bildet. 
Wissenschaftler der 5. Chilenischen Antarktisexpedition (1950–1951) benannten sie nach Gustavo Soffia, der bei dieser Forschungsreise zur Besatzung der Angamos gehört hatte.